# Огунлейе, Йемиси
Йемиси Огунлейе (нем. Yemisi Ogunleye; род. 3 октября 1998, Гермерсхайм, Рейнланд-Пфальц[…]) — немецкая легкоатлетка, толкатель ядра, призёр чемпионата мира в помещениях, серебряный призёр Европейских игр 2023 года, бронзовый призёр чемпионата 2024 года.

## Биография
У Йемиси отец нигерийского происхождения, а мать — немка. В юном возрасте спортсменке сделали две операции на колене, каждая из которых не позволяла заниматься соревновательными видами спорта в течение полутора лет. В 2020 году Огунлейе приняла решение перейти в толкание ядра. В 2020 и 2021 годах она занимала третьи места на чемпионате Германии, а в 2023 году завоевала серебряную медаль с результатом 17,91 м.
На III Европейских играх в Кракове, в соревнованиях толкательниц ядра немка завоевала серебряную медаль.
В 2023 году Огунлейе участвовала в чемпионате мира в Будапеште. В квалификации она установила новый личный рекорд — 19,44 м, однако в финале заняла только итоговое 10-е место.
В 2024 году Огунлейе на чемпионате мира в закрытых помещениях в Глазго впервые толкнула снаряд за отметку в 20 метров. С результатом 20,19 м она заняла второе место после канадки Сары Миттон.
В июне 2024 года приняла участие в чемпионате Европы, который прошёл в Риме и завоевала бронзовую медаль в толкании ядра. Её результат на этом турнире — 18,62 метра.
9 августа 2024 года на Олимпийских играх в Париже на стадионе «Стад де Франс» выиграла золото в толкании ядра с результатом 20,00 м.